# مرتضی اصفهانی

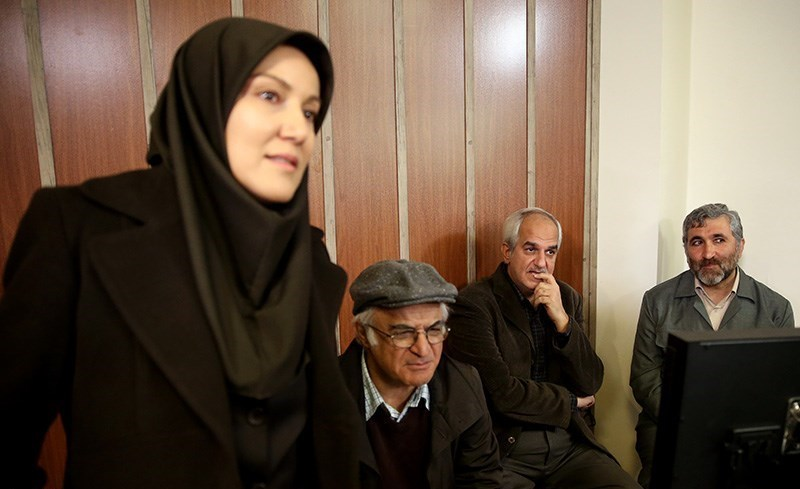
از راست: محمد احسانی، مرتضی اصفهانی، فریدون جیرانی و پانته‌آ بهرام در پشت صحنهٔ مجموعهٔ تلویزیونی تعبیر وارونهٔ یک رؤیا

مرتضی اصفهانی یا مرتضی قبه: فیلم‌نامه‌نویس ایرانی و از چهره‌های امنیتی سابق است. او در سی و چهارمین و سی و هفتمین دورهٔ جشنوارهٔ فیلم فجر نامزدِ سیمرغ بلورین بهترین فیلمنامه برای فیلم‌های امکان مینا و شبی که ماه کامل شد بود. او نویسندهٔ طرح اولیهٔ فیلم روز صفر (اثر سعید ملکان) نیز بوده‌است. او از چهره‌های نزدیک به سعید امامی است که هر چند گفته می‌شود بازنشست شده اما به نوشته تابناک «به رسم معمول نیروهای امنیتی، از علنی شدن هویتش در این سال‌ها پرهیز کرده و تنها گفت و گویش با یکی از رسانه‌ها نیز با واسطه و به صورت مکتوب بوده است».
اصفهانی در گفتگویی که در سال ۱۳۹۶ با نشریهٔ صبح نو انجام داد خود را «یک چریک قبل از انقلاب و یک رزمندهٔ جمهوری اسلامی» معرفی کرد که سابقهٔ همکاری با مصطفی چمران در واحد اطلاعات-عملیات ستاد جنگ‌های نامنظم را داشته، حدود سه هزار دقیقه مستند تولید کرده و پس از آن مشغول فعالیت در سینما و تلویزیون شده‌است.
ایرج مصداقی (فعال سیاسی) در گفتگویی با رادیو فردا، مرتضی اصفهانی را یکی از افراد کلیدی در جریان طرح سعید امامی برای اثرگذاری در سینمای ایران و ساخت فیلم‌هایی بر اساس خواسته‌های وزارت اطلاعات معرفی کرده و فرهاد توحیدی (فیلم‌نامه‌نویس) در گفتگویی با ایران‌وایر، از اصفهانی به‌عنوان نیروی بازنشستهٔ وزارت اطلاعات جمهوری اسلامی یاد کرده‌است.
احسان مهرابی، روزنامه‌نگار، در مطلبی دربارهٔ مرتضی قبه و روابط سینماگران و نیروهای امنیتی نوشته که دلیل درگیری نهادهای امنیتی در سینما علاوه بر دریافت سهم بیشتر از بودجه، بر سر داشتن دست بالاتر در روایت تاریخ است. هر چند نهادهای امنیتی دربارهٔ تحریف تاریخ به نفع جمهوری اسلامی اتفاق نظر دارند اما بین آن‌ها دربارهٔ تحریف تاریخ به نفع جناح‌های درون حکومت درگیری وجود دارد.

## آثار
مجموعه‌های تلویزیونی و فیلم‌هایی که مرتضی اصفهانی در آنها نقش فیلمنامه‌نویس یا مشاور داشته‌است:
- تعبیر وارونه یک رؤیا
- سارق روح
- روباه
- امکان مینا
- بادیگارد
- سیانور
- شبی که ماه کامل شد
- ماجرای نیمروز
- ماجرای نیمروز: رد خون
- خانه امن
- تمام رخ
- سقوط